# Montserrat Torrent i Serra
Montserrat Torrent i Serra (Barcelona, 17 d'abril de 1926) és una organista catalana. Organista, concertista, mestra d'organistes, introductora d'una nova forma d'entendre la interpretació de la música antiga, internacionalitzadora del repertori ibèric i amiga dels artistes i compositors més influents del seu temps, l'avala una carrera de més de 70 anys que la situa entre els artistes més longeus de la seva generació. Ha estat l'organista catalana més destacada del segle xx.

## Biografia
Va néixer el 1926 a la ciutat de Barcelona. A l'edat de 5 anys inicià la seva formació musical vers el piano sota la direcció de la seva mare Angeleta Serra, deixeble d'Enric Granados. Va iniciar els estudis a l'Acadèmia Marshall, on va estudiar amb Carme Francolí i Frank Marshall. L'any 1939 reprengué els estudis musicals i els finalitzà al Conservatori Superior Municipal de Música de Barcelona amb Blai Net i Carles Pellicer.
El 1952 inicià els estudis com a organista amb Paul Franck, en aquells moments professor d'orgue de l'Escola Municipal, estudis que acabà amb el premi d'honor i el premi de l'Ajuntament. Més endavant ocupà la plaça vacant de professora a l'Escola Municipal. Per ampliar la seva formació organística va fer cursos a Siena amb Fernando Germani i Helmuth Rilling, a Harlem amb Luigi Ferdinando Tagliavini, també va treballar amb Santiago Kastner i finalment va anar a París on estudià amb Noëlie Pierront. Va rebre una beca d'estudis de l'Institut Francès de Barcelona i tres beques de la Fundació Juan March.

## Activitat musical
L’activitat pedagògica de Montserrat Torrent pel que fa a l’orgue va començar l’octubre de 1957, tot just acabada la formació reglada, en qualitat de professora del Conservatori Superior Municipal de Música de Barcelona. Fins al 30 de juny de 1958, però, no li va ser expedit el Diploma de Capacitat per a l'ensenyament de piano i orgue i fins al 21 de desembre de 1968 —després de més de quinze anys sense càtedra— no va ser nomenada catedràtica per concurs.
Inicià la seva activitat concertística realitzant un bon nombre de concerts arreu d'Europa (Alemanya, Suïssa, Itàlia, Londres, Ginebra, Lisboa), Nord-amèrica, Sud-amèrica i Àfrica, amb interès especial en la recuperació de l'orgue com a instrument musical popular.
Gràcies a les Setmanes Catalanes, organitzades a Berlín el 1978, va començar una gira per Alemanya, Dinamarca, Suècia, Itàlia, França i Portugal.
El 1962 va fundar l'associació Amics de l'Orgue, amb la finalitat de donar a conèixer la música pensada per aquest instrument i la conservació dels orgues històrics. També va col·laborar amb l'Ars Musicae de Barcelona, grup pioner dedicat a la interpretació amb criteris històrics.
Cal destacar la seva preocupació per les diferents tècniques històriques d'interpretació. Va gravar amb diferents orgues històrics com ara el de Maó, el del Vendrell, el de la catedral de Segòvia, el d'Évora (Portugal) i a Daroca (Aragó). Aquesta última gravació estava dedicada exclusivament a l'obra de Joan Cabanilles, i va ser premiada amb el Gran Prix du Disque de París l'any 1967.
Va col·laborar en diverses ocasions amb l'Orquesta Nacional de España, sota la direcció de Rafael Frühbeck de Burgos i també amb l'Orquestra Ciutat de Barcelona.
Va estrenar diverses obres per a orgue de Olivier Messiaen i Arnold Schoenberg. El 1973, Albert Sardà, Carles Guinovart i Albert Soler, tres compositors catalans, li van dedicar l'obra Le Tombeau d'Aubrey Beardsley, estrenada en el II Encontre Internacional de Compositors, a Montserrat.
Igualment, va fer els concerts inaugurals de la fabricació o restauració dels orgues de la Catedral de Tarragona, la Catedral de Barcelona, l'Auditori Nacional, el Palau de la Música Catalana, el Palau Reial de Madrid, la Guàrdia o l'església dels Dominics de Montpeller, entre altres de l'estat espanyol i estrangers.

## Docència
A més de la seva activitat com a intèrpret, va exercir la docència al Conservatori Superior Municipal de Música de Barcelona, on va ser la catedràtica d'orgue des del 1958 fins al 1991, quan va ser nomenada catedràtica emèrita. Van passar per la seva aula alumnes com: María Teresa Martínez, Josep Maria Mas Bonet, Jordi Alcaraz, Antoni Mulet, Jordi Vergés, Maria Nacy (actual professora d'orgue del conservatori), Jordi Figueras, Vicente Ros, Pedro Guallar, Luis Dalda, Rosa Delgado, Roberto Fresco i Salvador Mas, entre d'altres. Molts dels seus alumnes van esdevenir professors i catedràtics dels principals conservatoris de música catalans i espanyols. També va ser professora d'orgue al Conservatori Municipal de Badalona.
Va participar com a docent en diversos cursos internacionals com ara a Salamanca, a Mallorca o Santiago de Compostela on, regularment, va fer cursos sobre música antiga espanyola dins del marc "Música en Compostela". També va donar classes magistrals per Europa, Estats Units i Canadà, i va formar part de diferents jurats a Nüremberg (Alemanya), Chartres (França), Lausanne (Suïssa), Ávila i Bolton (Anglaterra). Així, l'any 1999 les universitats d'Arlington i Texas i el Conservatori Rimsky Korsakov de Sant Petersburg la van convidar a impartir cursos de música espanyola antiga.

## Premis
Ha obtingut nombrosos premis i reconeixements, entre ells:
- Grand Prix du Disque "Charles Cross" pel disc dedicat a Joan Cabanilles (1965).
- Creu de Sant Jordi del Govern de la Generalitat de Catalunya (1995).
- Académica corresponent de la Reial Acadèmia de Belles Arts de Granada (1995).
- Medalla de Plata del Mèrito Artístic de Belles Arts del Ministeri de Cultura (1996).
- Premi Nacional de Música (1996).
- Medalla d'Or al Mèrit Artístic de l'Ajuntament de Barcelona (1997).
- Medalla del Reial Conservatori de Música de Madrid (2001).
- Medalla al treball President Macià de la Generalitat de Catalunya (2001)[4]
- Doctora Honoris Causa per la Universitat Autònoma de Barcelona (2008).
- Premi d'honor de la Revista Musical Catalana.[3]
- Reconeixement per la seva col·laboració en les Arts de la Universitat Harvard.[3]
- Acadèmica d'honor de la Reial Acadèmia Catalana de Belles Arts de Sant Jordi (2015).[5]
- Premio Nacional de Música del ministeri de Cultura, modalitat d'interpretació.[6]

## Discografia
| • L'orgue del Vendrell (1965) |
| ----------------------------- |
|                               |

| • Joan Cabanilles · Orgelwerk (1965) |
| ------------------------------------ |
|                                      |

| • L'orgue de Maó (1967) |
| ----------------------- |
|                         |

| • Hispaniae Musica (1968) |
| ------------------------- |
|                           |

| • Música de la cort: segle XVI (1970) |
| ------------------------------------- |
|                                       |

| • Obres per a orgue: Família Cabezón (1970) |
| ------------------------------------------- |
|                                             |

| • Música orgánica española de los siglos XVI y XVII (1970) |
| ---------------------------------------------------------- |
|                                                            |

| • Portugaliae musica (1971) |
| --------------------------- |
|                             |

| • Joan Cabanilles · Orgues de Mallorca (1975) |
| --------------------------------------------- |
|                                               |

| • Música española en el órgano de Mahón (1977) |
| ---------------------------------------------- |
|                                                |

| • Montserrat Torrent en el órgano de la Bien Aparecida (1978) |
| ------------------------------------------------------------- |
|                                                               |

| • Orgue de Santa Maria de Badalona (1985) |
| ----------------------------------------- |
|                                           |

| • Organ Recital (1990) |
| ---------------------- |
|                        |

| • Libro de Tientos y discursos de música práctica, y teórica para Organo Vol. I (1991) |
| -------------------------------------------------------------------------------------- |
|                                                                                        |

| • Libro de Tientos y discursos de música práctica, y teórica para Organo Vol. II (1992) |
| --------------------------------------------------------------------------------------- |
|                                                                                         |

| • Compositors catalans s. XVI-XIX (1994) |
| ---------------------------------------- |
|                                          |

| • P. Antòni Soler - 6 concerts per a dos teclats (1995) |
| ------------------------------------------------------- |
|                                                         |

| • MONTSERRAT TORRENT PLAYS THE GREAT ORGAN OF BARCELONA CATHEDRAL (1995) |
| ------------------------------------------------------------------------ |
|                                                                          |

| • Les Llibertats d'orgue del cicle de Nadal (1995) |
| -------------------------------------------------- |
|                                                    |

| • Libro de Tientos y discursos de música práctica, y teórica para Organo Vol. III (1996) |
| ---------------------------------------------------------------------------------------- |
|                                                                                          |

| • L'esplendorós barroc (1997) |
| ----------------------------- |
|                               |

| • Libro de Tientos y discursos de música práctica, y teórica para Organo Vol. IV (1999) |
| --------------------------------------------------------------------------------------- |
|                                                                                         |

| • El órgano en el camino de Santiago (1999) |
| ------------------------------------------- |
|                                             |

| • TIENTOS Y VARIACIONES SS. XVI - XVII (1999) |
| --------------------------------------------- |
|                                               |

| • L'ORGUE A CATALUNYA Història i actualitat (2000) |
| -------------------------------------------------- |
|                                                    |

| • Antología de organistas aragoneses del s.XVII (2001) |
| ------------------------------------------------------ |
|                                                        |

| • EL ORGANO DE SAN JUAN EL REAL DE CALATAYUD (2001) |
| --------------------------------------------------- |
|                                                     |

| • MAESTROS DE CAPILLA DEL MONASTERIO DE S. LORENZO EL REAL DEL ESCORIAL Antología Vol.1 Música para órgano (s. XVII) (2001) |
| --- |
| |

| • Antología Vol.2 Música para órgano (s. XVIII) P. Antonio Soler. Integral de órgano, I (2003) |
| ---------------------------------------------------------------------------------------------- |
|                                                                                                |

| • Antología Vol.3 Música para órgano (s. XVIII) P. Antonio Soler. Integral de órgano, II (2003) |
| ----------------------------------------------------------------------------------------------- |
|                                                                                                 |

| • EL ÓRGANO DEL MONASTERIO DE SANTA MARÍA DE LAS HUELGAS DE VALLADOLID (2007) |
| ----------------------------------------------------------------------------- |
|                                                                               |